# Мухаммадан
Мухаммадан (англ. Muhammadan; род. 21 августа 1977, Денпасар) — индонезийский футболист, защитник и полузащитник.

## Биография
Мухаммадан родился 21 августа 1977 года в индонезийском городе Денпасар.
Играл в футбол на позициях защитника и полузащитника.
В 2008—2011 годах выступал в чемпионате Индонезии за «Персибу» из Баликпапана. За три сезона провёл в Суперлиге 91 матч, забил 1 мяч.
В 2011 году перебрался в «Дельтрас» из Сидоарджо. Провёл в чемпионате страны 10 матчей, мячей не забивал.